# Mossberg, Hagfors kommun
Mossberg är en småort i Ekshärads socken i Hagfors kommun, Värmlands län, belägen sydväst om Ekshärad.